# Pennsylvania Lawn Tennis Championship 1973
Il Pennsylvania Lawn Tennis Championship 1973 è stato un torneo di tennis giocato sull'erba. È stata la 19ª edizione del torneo, che fa parte del Commercial Union Assurance Grand Prix 1973. Si è giocato a Merion negli USA, dal 13 al 19 agosto 1973.

## Campioni

### Singolare
Mike Estep ha battuto in finale  Gene Scott con il punteggio di 7–5, 3–6, 7–6, 3–6, 7–5

### Doppio
Colin Dibley /  Allan Stone hanno battuto in finale  John Austin /  Fred McNair con il punteggio di 7–6, 6–3